# Campeonato de Primera B 2022 (Futsal)
El Campeonato de Primera B 2022, conocido como Torneo Único de Primera B 2022, es la vigésima quinta temporada de la Segunda División del fútsal argentino. 
Comenzó el 18 de marzo y finalizó el 11 de diciembre con la definición de los ascensos.
El certamen consagró campeón por primera vez al Club Atlético Nueva Chicago, tras igualar por 3 a 3 ante Pacífico en la última fecha, y ascendió a Primera División. Por su parte, Jorge Newbery obtuvo el segundo ascenso, tras vencer en los penales a Pacífico por la final de los playoffs.

## Ascensos y descensos
| Pos. | Ascendidos de la Primera B 2021 |
| ---- | ------------------------------- |
| 1°   | Gimnasia y Esgrima La Plata     |
| 2°   | Atlanta                         |

| Pos. | Descendidos de la Primera División 2021 |
| ---- | --------------------------------------- |
| 9°   | Estrella de Maldonado                   |
| 10°  | Camioneros                              |

| Pos. | Descendidos de la Primera B 2021           |
| ---- | ------------------------------------------ |
| 7°   | Huracán                                    |
| 8°   | Universidad Abierta Interamericana Urquiza |

| Pos. | Ascendidos de la Primera C 2021 |
| ---- | ------------------------------- |
| 1°   | Nueva Estrella                  |
| 2°   | Arsenal                         |

- De esta manera, el número de equipos participantes se mantuvo en 18.

## Sistema de disputa
El torneo se desarrolla bajo el sistema de todos contra todos a 2 ruedas. El mejor posicionado de la tabla de posiciones se consagrará campeón y ascenderá directamente a Primera División, los 8 equipos siguientes disputarán los Play Off. Los 2 peores posicionados de la tabla descenderán a Primera C.

## Equipos participantes
| Club                  | Barrio / Localidad | Distrito                  |
| --------------------- | ------------------ | ------------------------- |
| Argentinos Juniors    | La Paternal        | Ciudad de Buenos Aires    |
| Camioneros            | Villa Devoto       | Ciudad de Buenos Aires    |
| Estrella de Boedo     | Boedo              | Ciudad de Buenos Aires    |
| Estrella de Maldonado | Palermo            | Ciudad de Buenos Aires    |
| Franja de Oro         | Nueva Pompeya      | Ciudad de Buenos Aires    |
| Jorge Newbery         | Villa Real         | Ciudad de Buenos Aires    |
| Nueva Chicago         | Mataderos          | Ciudad de Buenos Aires    |
| Nueva Estrella        | Villa Lugano       | Ciudad de Buenos Aires    |
| Pacífico              | Villa del Parque   | Ciudad de Buenos Aires    |
| River Plate           | Belgrano           | Ciudad de Buenos Aires    |
| Arsenal               | Sarandí            | Provincia de Buenos Aires |
| Asturiano             | Vicente López      | Provincia de Buenos Aires |
| Círculo de Comunidad  | Gerli              | Provincia de Buenos Aires |
| Country               | Banfield           | Provincia de Buenos Aires |
| Don Bosco             | Ramos Mejía        | Provincia de Buenos Aires |
| Glorias               | Tigre              | Provincia de Buenos Aires |
| Platense              | Florida            | Provincia de Buenos Aires |
| Unión                 | Ezpeleta           | Provincia de Buenos Aires |

#### Distribución geográfica de los equipos
| Región                 | Cant. | Equipos |
| ---------------------- | ----- | --- |
| Ciudad de Buenos Aires | 10    | Argentinos Juniors, Camioneros, Estrella de Boedo, Estrella de Maldonado, Franja de Oro, Jorge Newbery, Nueva Chicago, Nueva Estrella, Pacífico, River Plate. |
| Conurbano bonaerense   | 8     | Arsenal, Asturiano, Círculo de Comunidad, Country, Don Bosco, Glorias, Platense y Unión.                                                                      |

## Tabla de posiciones
| Pos. | Equipo                | Pts. | J  | G  | E  | P  | GF  | GC  | DG  |
| ---- | --------------------- | ---- | -- | -- | -- | -- | --- | --- | --- |
| 1°   | Nueva Chicago         | 80   | 34 | 25 | 5  | 4  | 130 | 56  | 74  |
| 2°   | River Plate           | 79   | 34 | 25 | 4  | 5  | 118 | 65  | 53  |
| 3°   | Camioneros            | 62   | 34 | 18 | 8  | 8  | 122 | 93  | 29  |
| 4°   | Argentinos Juniors    | 59   | 34 | 18 | 5  | 11 | 90  | 69  | 21  |
| 5°   | Country               | 57   | 34 | 17 | 6  | 11 | 91  | 91  | 0   |
| 6°   | Pacífico              | 52   | 34 | 14 | 10 | 10 | 117 | 114 | 3   |
| 7°   | Nueva Estrella        | 52   | 34 | 16 | 4  | 14 | 114 | 113 | 1   |
| 8°   | Jorge Newbery         | 51   | 34 | 14 | 9  | 11 | 84  | 65  | 19  |
| 9°   | Glorias               | 51   | 34 | 15 | 6  | 13 | 101 | 88  | 13  |
| 10°  | Estrella de Boedo     |      | 34 |    |    |    |     |     |     |
| 11°  | Estrella de Maldonado | 48   | 34 | 13 | 9  | 12 | 105 | 117 | -12 |
| 12°  | Arsenal               |      | 34 |    |    |    |     |     |     |
| 13°  | Círculo de Comunidad  |      | 34 |    |    |    |     |     |     |
| 14°  | Franja de Oro         |      | 34 |    |    |    |     |     |     |
| 15°  | Asturiano             | 28   | 34 |    |    |    |     |     |     |
| 16°  | Platense              | 26   | 34 |    |    |    |     |     |     |
| 17°  | Unión                 | 24   | 34 | 6  | 6  | 22 | 84  | 110 | -26 |
| 18°  | Don Bosco             | 16   | 34 | 4  | 4  | 26 | 60  | 134 | -74 |

|  | Campeón. Ascendió a Primera División. |

## Resultados
|  |  |  |
|  |  |  |
|  |  |  |
|  |  |  |
|  |  |  |
|  |  |  |
|  |  |  |
|  |  |  |
|  |  |  |

| Arsenal              | 3 - 4 | Camioneros            |
| River Plate          | 8 - 1 | Don Bosco             |
| Círculo de Comunidad | 3 - 4 | Franja de Oro         |
| Glorias              | 8 - 1 | Country               |
| Nueva Estrella       | 7 - 0 | Estrella de Maldonado |
| Estrella de Boedo    | 2 - 1 | Unión                 |
| Jorge Newbery        | 2 - 1 | Argentinos Juniors    |
| Nueva Chicago        | 3 - 3 | Pacífico              |
| Asturiano            | 1 - 4 | Platense              |

## Fase final

### Cuadro de desarrollo
|  | Cuartos de final | Cuartos de final   | Cuartos de final | Cuartos de final |   |       | Semifinales | Semifinales | Semifinales | Semifinales |  |    | Final         | Final | Final | Final |  |
|  |                  |                    |                  |                  |   |       |             |             |             |             |  |    |               |       |       |       |  |
|  |                  |                    |                  |                  |   |       |             |             |             |             |  |    |               |       |       |       |  |
|  | 2º               | River Plate        | 1                | 6                |   |       |             |             |             |             |  |    |               |       |       |       |  |
|  | 2º               | River Plate        | 1                | 6                |   |       |             |             |             |             |  |    |               |       |       |       |  |
|  | 9º               | Glorias            | 2                | 0                |   |       |             |             |             |             |  |    |               |       |       |       |  |
|  | 9º               | Glorias            | 2                | 0                |   | 2º    | River Plate | 2           | 0           |             |  |    |               |       |       |       |  |
|  |                  |                    |                  |                  |   | 2º    | River Plate | 2           | 0           |             |  |    |               |       |       |       |  |
|  |                  |                    | 8º               | Jorge Newbery    | 2 | 3     |             |             |             |             |  |    |               |       |       |       |  |
|  | 3º               | Camioneros         | 8º               | Jorge Newbery    | 2 | 3     | 1           | 3           |             |             |  |    |               |       |       |       |  |
|  | 3º               | Camioneros         |                  |                  |   |       |             |             |             |             |  |    |               |       |       |       |  |
|  | 8º               | Jorge Newbery      | 1                | 4                |   |       |             |             |             |             |  |    |               |       |       |       |  |
|  | 8º               | Jorge Newbery      | 1                | 4                |   |       |             |             |             |             |  | 8º | Jorge Newbery | 1     | 7 (5) |       |  |
|  |                  |                    |                  |                  |   |       |             |             |             |             |  | 8º | Jorge Newbery | 1     | 7 (5) |       |  |
|  |                  |                    | 6º               | Pacífico         | 1 | 7 (3) |             |             |             |             |  |    |               |       |       |       |  |
|  | 5º               | Country            | 6º               | Pacífico         | 1 | 7 (3) | 0           | 4           |             |             |  |    |               |       |       |       |  |
|  | 5º               | Country            |                  |                  |   |       |             |             |             |             |  |    |               |       |       |       |  |
|  | 6º               | Pacífico           | 2                | 3                |   |       |             |             |             |             |  |    |               |       |       |       |  |
|  | 6º               | Pacífico           | 2                | 3                |   | 6º    | Pacífico    | 1           | 2           |             |  |    |               |       |       |       |  |
|  |                  |                    |                  |                  |   | 6º    | Pacífico    | 1           | 2           |             |  |    |               |       |       |       |  |
|  |                  |                    | 7º               | Nueva Estrella   | 3 | 0     |             |             |             |             |  |    |               |       |       |       |  |
|  | 4º               | Argentinos Juniors | 7º               | Nueva Estrella   | 3 | 0     | 2           | 1           |             |             |  |    |               |       |       |       |  |
|  | 4º               | Argentinos Juniors |                  |                  |   |       |             |             |             |             |  |    |               |       |       |       |  |
|  | 7º               | Nueva Estrella     | 4                | 5                |   |       |             |             |             |             |  |    |               |       |       |       |  |
|  | 7º               | Nueva Estrella     | 4                | 5                |   |       |             |             |             |             |  |    |               |       |       |       |  |
|  |                  |                    |                  |                  |   |       |             |             |             |             |  |    |               |       |       |       |  |